# Carlo Barberini

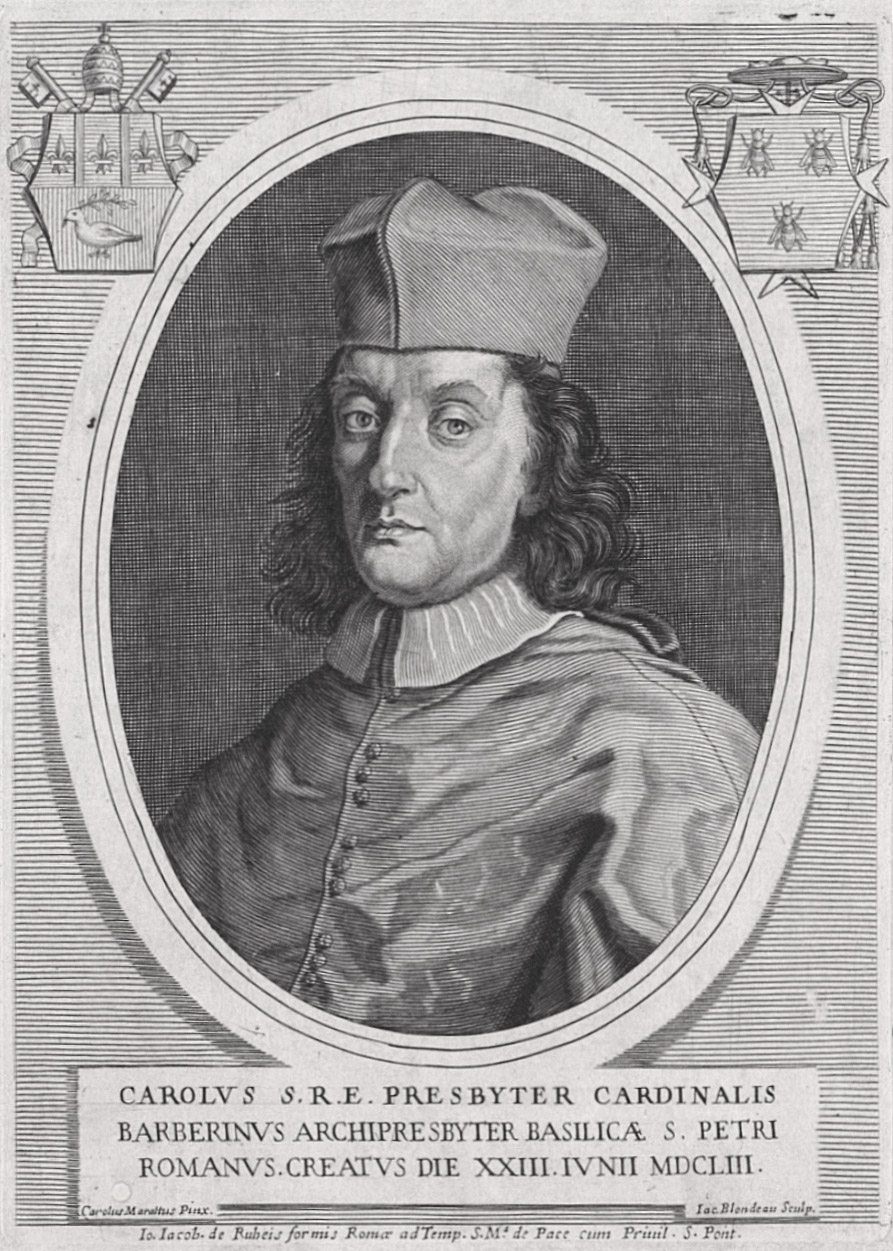
Carlo Kardinal Barberini

Kardinalswappen (schematische Darstellung)

Carlo Barberini (* 1. Juni 1630 in Rom; † 2. Oktober 1704 ebenda) war ein Kardinal aus der Adelsfamilie Barberini.

## Leben
Barberini, Großneffe von Papst Urban VIII., floh 1646 mit seiner Familie nach Frankreich, da die Barberini nach dem Tod Urbans VIII. eine feindselige Politik des neuen Papstes Innozenz X. befürchteten. Nach dem Tod seines Vaters Taddeo erbte er von diesem den Titel des Fürsten von Palestrina und das Amt des Präfekten von Rom. Unter Vermittlung seines Onkels Francesco Barberini konnte Carlo 1652 nach Rom zurückkehren, ebenso seine Familie.
Im Konsistorium vom 23. Juni 1653 nahm Innozenz X. ihn als Kardinaldiakon von San Cesareo in Palatio ins Kardinalskollegium auf, Barberini verzichtete dafür zugunsten seines jüngeren Bruders Maffeo (1631–1685), welcher die päpstliche Nichte Olimpia Giustiniani heiratete, auf den Fürstentitel von Palestrina. Kardinal Barberini empfing im September 1653 die niederen Weihen und wurde am 1. Januar 1655 zum Diakon geweiht. Nach dem Tod Innozenz’ im selben Jahr nahm er am Konklave 1655 teil, das Alexander VII. zum Papst wählte. Am 30. August 1660 optierte er auf die Titeldiakonie Sant’Angelo in Pescheria. Danach wurde Kardinal Barberini Apostolischer Administrator von Palestrina und führte zudem die Amtsgeschäfte des Camerlengo, da sich Amtsinhaber Antonio Barberini aus dem öffentlichen Leben zurückgezogen hatte. Unter Papst Clemens IX. wurde er Kardinalprotektor von Savoyen und Irland sowie Mitglied der Indexkongregation. 1667 kehrte er noch einmal auf die Titeldiakonie San Cesareo in Palatio zurück. 1670 wirkte er auf eine Neuauflage des Index Librorum Prohibitorum hin. Kardinal Barberini, der zudem Abt von Subiaco war, hielt dort 1674 eine Synode ab. Am 2. Dezember des Folgejahres optierte er auf die Titeldiakonie Santa Maria in Cosmedin. Papst Innozenz XI. berief ihn 1679 zum päpstlichen Legaten in Urbino. 1681 ernannte der Papst ihn zum Kardinalprotektor des Königreichs Polen, was er bis zu seinem Tod blieb.
Im September 1683 empfing er die Priesterweihe und wurde Kardinalpriester von Santa Maria della Pace. 1685 optierte Kardinal Barberini auf die Titelkirche San Lorenzo in Lucina und wurde Kardinalprotopriester. Nach dem Tod Alexanders VIII. 1691 galt er trotz angeschlagener Gesundheit als papabile, d. h. als Kandidat für die Nachfolge. Der dann gewählte Papst Innozenz XII. ernannte Kardinal Barberini am 17. Juli 1698 zum Präfekten der Kongregation De Propaganda Fide. Wegen seiner politische Neutralität berief ihn Clemens XI. 1702, zu Beginn des Spanischen Erbfolgekrieges, zum Gesandten beim spanischen König Philipp V. in Neapel.
Kardinal Barberini starb im Oktober 1704 und wurde in der Familienkapelle in der Kirche Sant’Andrea della Valle beigesetzt.